# HRŠK Zagorac Varaždin
HRŠK Zagorac iz Varaždina, hrvatski nogometni klub

## Povijest
Povjerenik za šport NDH Miško Zebić 21. svibnja 1941. je donio odluku kojim se raspustilo sve športske saveze i olimpijski odbor. Ista odluka uvodi povjerenički sustav u sve hrvatske športske klubove i organizacije. Mnogi su varaždinski klubovi prestali raditi, jer mnogi igrači više nisu smjeli nastupati zbog svog podrijetla i/ili političkog opredjeljenja. ustaške vlasti odlukom spojile ŠK Slaviju iz Varaždina i HŠK Zagorac, koji se dotad natjecao u lokalnoj varaždinskoj župi. Ime kluba promijenjeno je u HRŠK Zagorac. U godinama NDH odigrao je četiri "Prvenstva hrvatskog državnog razreda".
HRŠK Zagorac je počeo djelovati od srpnja 1941. godine. Tivar je i nakon prisilna spajanja sa Zagorcem novčano pomagao klub. Klub se često nazivalo Hrsovim Zagorcem.
Odigrao je Zagorac četiri prvenstva hrvatskog državnog razreda. 1941. bio je šestoplasirani među devet klubova. 1942. je bio zadnji u Skupini B, iza zagrebačkih Concordije i HAŠK-a. Plasirao se u glavno prvenstvo 1943. u osminu završnice, koje je izborio kao prvak Provincije Zagrebačkog nogometnog dosaveza 1942./43. U skupini D ispao je od zagrebačkog Ličanina. Nije bio na završnom natjecanju 1944. godine.
Poslije rata iz njega se razvio NK Tekstilac, poslije NK Varteks, današnji NK Varaždin.